# Gran Premio di Singapore 2015
Il Gran Premio di Singapore 2015 è stata la tredicesima prova della stagione 2015 del campionato mondiale di Formula 1. La gara si è disputata domenica 20 settembre 2015 sul circuito di Singapore, ed è stata vinta da Sebastian Vettel su Ferrari. Vettel, al suo quarantaduesimo successo nel mondiale, ha preceduto sul traguardo Daniel Ricciardo su Red Bull Racing-Renault ed il suo compagno di scuderia Kimi Räikkönen.

## Vigilia

### Sviluppi futuri
Gli organizzatori del Gran Premio d'Australia annunciano il rinnovo del contratto con la FOM, per tenere la gara nel calendario iridato fino al 2023, sempre sul Circuito di Melbourne.
La Red Bull Racing conferma che, dal 2016, non utilizzerà più motori forniti dalla Renault. La scuderia austriaca potrebbe rivolgersi alla Ferrari, per ottenere le power unit nei prossimi anni.

### Aspetti tecnici
La Pirelli, fornitrice unica degli pneumatici, porta, per questo Gran Premio, la mescola supermorbida e quella morbida.
Il tracciato ha subito delle leggere modifiche nel tratto compreso tra la curva 11 e la curva 13: la curva 11 è stata resa più stretta in modo da poter prendere la corsia sinistra di Fullerton Road, mentre la curva 12 è stata modificata cosicché le vetture possano inserirsi sul lato sinistro dell' Anderson Bridge; infine la curva 13 è stata allargata di un metro per favorire i sorpassi tra le monoposto.
La FIA stabilisce due zone, ove i piloti possono attivare il Drag Reduction System: il primo è posto sul Raffles Boulevard, con punto per la determinazione del distacco fra piloti stabilito alla curva 4; la seconda zona è fissata sul rettilineo dei box, e detection point indicato prima della curva 22.
Al fine di evitare le polemiche sorte nel corso del Gran Premio d'Italia, in merito alla pressione degli pneumatici, la FIA e la Pirelli inviano direttive più precise alle scuderie. Dopo le forature verificatesi nel corso del Gran Premio del Belgio la Pirelli ha mantenuto la sua raccomandazione di tenere la pressione delle gomme più elevata rispetto a quelle dell'anno precedente, visto che sul tracciato urbano la presenza di detriti può essere più frequente. La FIA decide che controllerà, a sorpresa, alcune vetture, in griglia di partenza, prima del via, per obbligare, in caso di mancato rispetto delle pressioni previste, a riportare i valori nella scala obbligata.

### Aspetti sportivi

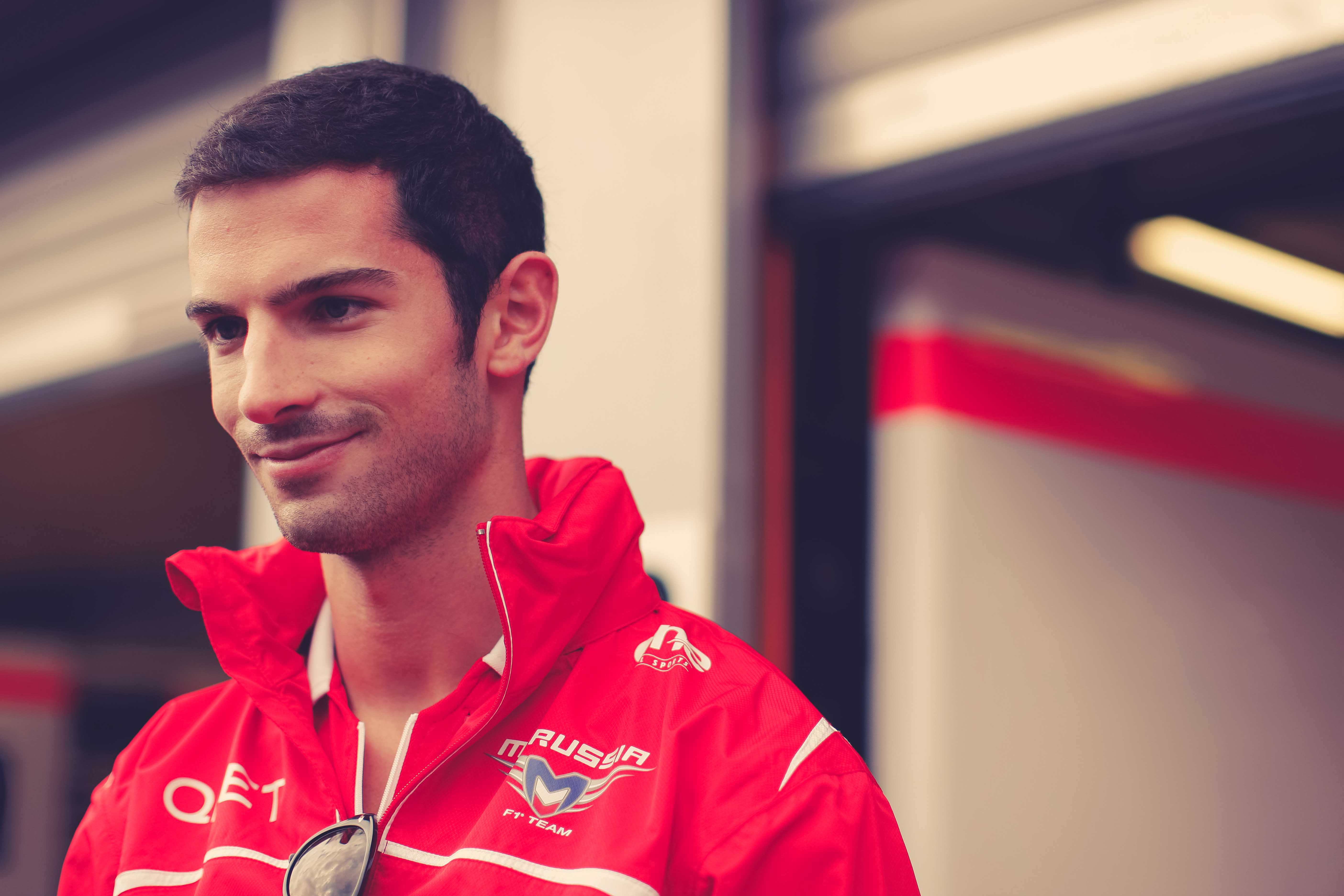
Alexander Rossi prende il posto di Roberto Merhi alla Marussia

La difficile situazione meteorologica della città di Singapore, peggiorata da incendi che bruciano le vicine foreste, pongono in dubbio la tenuta della gara, prevista in notturna, come d'abitudine.
Il pilota statunitense Alexander Rossi diventa pilota titolare alla Marussia; guiderà per 5 delle 7 gare rimanenti del campionato, al posto di Roberto Merhi, che verrà impiegato nelle restanti due gare (in Russia e ad Abu Dhabi, appuntamenti in cui Rossi proseguirà il suo impegno in GP2). Rossi aveva già sfiorato l'esordio nel campionato al Gran Premio del Belgio 2014, quando venne annunciato il suo impiego, sempre alla Marussia, al posto di Max Chilton; successivamente, la scuderia anglorussa aveva confermato l'impiego di Chilton. Nel Gran Premio di Russia 2014 Rossi venne indicato in sostituzione dell'infortunato Jules Bianchi, ma in seguito, la Marussia, optò per schierare solo la vettura di Chilton. Rossi è il primo pilota della sua Nazione a correre nel mondiale dal Gran Premio d'Europa 2007, ultima gara di Scott Speed. Ha scelto quale numero il 53, utilizzato dal pilota statunitense spesso nel karting. Il 53 era anche uno dei numeri previsti per i piloti di riserva della Red Bull. Il 53 fu utilizzato, l'ultima volta, in una gara valida per il mondiale, nella 500 Miglia di Indianapolis 1959, da Bill Cheesbourg.
Martin Donnelly è nominato commissario aggiunto per la gara da parte della Federazione Internazionale dell'Automobile: l'ex pilota ha già svolto tale funzione in passato, l'ultima volta al Gran Premio della Malesia 2014.

## Prove

### Resoconto
Nico Rosberg ottiene il miglior tempo, nella prima sessione di prove del venerdì. Il tedesco, l'unico sotto la barriera del minuto e quarantotto, precede Lewis Hamilton e Daniel Ricciardo, di circa tre decimi. Il tempo ottenuto da Rosberg è più basso, rispetto a quello del 2014, di oltre un secondo, grazie anche alle modifiche subite dal tracciato. Sulla Red Bull Racing di Daniil Kvjat si sono verificati dei problemi al cambio, tanto che il russo precede in classifica solo le due Marussia. Alexander Rossi, all'esordio, ha sbattuto contro le protezioni, nei minuti finali della sessione, piegando la sospensione di destra della sua monoposto. I piloti hanno dedicato la parte finale della sessione a delle prove di gara, utilizzando le gomme di mescola più dura, portate dalla Pirelli. Al termine della sessione Felipe Nasr ha subito una reprimenda dai commissari per non aver rispettato quanto previsto nel caso di uscita di pista alla curva 3.
La seconda sessione viene interrotta con bandiera rossa per un incidente di Will Stevens alla curva 12, comunque senza conseguenze fisiche per il pilota inglese. Altri piloti hanno colpito i muretti che circondano la pista di Singapore, subendo però solo delle forature. La vettura più rapida del turno è quella di Daniil Kvjat, che ha ottenuto la prestazione al terzo giro lanciato, con gomme supersoft, mentre le altre monoposto hanno potuto compiere un solo giro veloce. Il russo ha preceduto, per quattro centesimi, il ferrarista Kimi Räikkönen, e per tre decimi il compagno di team Daniel Ricciardo. Hamilton, secondo nella prima sessione, ha chiuso col quarto tempo. L'inglese ha commesso un errore nel giro lanciato con le gomme di mescola più morbida, e non è poi riuscito a migliorare il tempo del primo. Hamilton aveva comunque realizzato il tempo migliore con le gomme soft. Al termine delle libere del venerdì le due Marussia sono costrette a sostituire il cambio: i due piloti sono penalizzati di cinque posizioni sulla griglia di partenza.
Nella sessione di sabato la classifica è comandata dalla due Ferrari, che precedono le due Red Bull Racing e le due Mercedes. Sebastian Vettel precede di quattro decimi Kimi Räikkönen: le due vetture italiane hanno utilizzato lo stesso assetto tecnico e uniformato le scelte in merito al raffreddamento dell'impianto frenante.

### Risultati
Nella prima sessione del venerdì si è avuta questa situazione:
| Pos | Nº | Pilota           | Costruttore             | Tempo    | Gap    | Giri |
| --- | -- | ---------------- | ----------------------- | -------- | ------ | ---- |
| 1   | 6  | Nico Rosberg     | Mercedes                | 1'47"995 |        | 27   |
| 2   | 44 | Lewis Hamilton   | Mercedes                | 1'48"314 | +0"319 | 24   |
| 3   | 3  | Daniel Ricciardo | Red Bull Racing-Renault | 1'48"331 | +0"336 | 21   |

Nella seconda sessione del venerdì si è avuta questa situazione:
| Pos | Nº | Pilota           | Costruttore             | Tempo    | Gap    | Giri |
| --- | -- | ---------------- | ----------------------- | -------- | ------ | ---- |
| 1   | 26 | Daniil Kvjat     | Red Bull Racing-Renault | 1'46"142 |        | 34   |
| 2   | 7  | Kimi Räikkönen   | Ferrari                 | 1'46"181 | +0"039 | 34   |
| 3   | 3  | Daniel Ricciardo | Red Bull Racing-Renault | 1'46"256 | +0"114 | 29   |

Nella sessione del sabato si è avuta questa situazione:
| Pos | Nº | Pilota           | Costruttore             | Tempo    | Gap    | Giri |
| --- | -- | ---------------- | ----------------------- | -------- | ------ | ---- |
| 1   | 5  | Sebastian Vettel | Ferrari                 | 1'45"682 |        | 12   |
| 2   | 7  | Kimi Räikkönen   | Ferrari                 | 1'46"132 | +0"450 | 12   |
| 3   | 26 | Daniil Kvjat     | Red Bull Racing-Renault | 1'46"167 | +0"485 | 19   |

## Qualifiche

### Resoconto

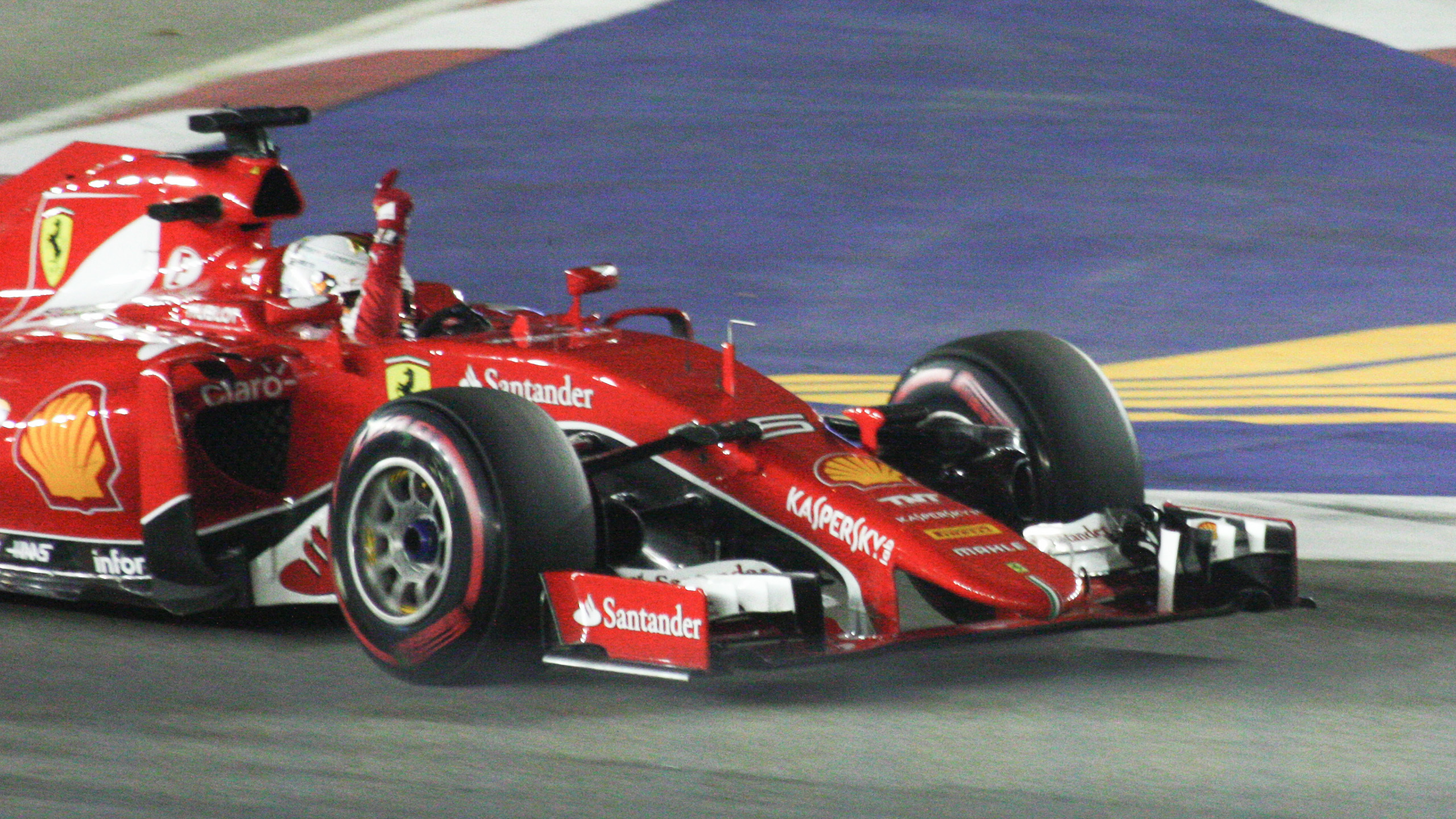
Sebastian Vettel, al volante della Ferrari SF15-T, festeggia la sua prima pole position per il Cavallino

Nella prima fase delle qualifiche il più rapido è Daniil Kvjat. Tutti i piloti tranne la Ferrari sono stati costretti, già in questa fase, a montare la mescola supersoft, compresi i due della Mercedes, che però non riescono a battere il tempo del pilota russo. Vengono eliminati i due piloti della Manor, i due della Sauber e Pastor Maldonado, con Jenson Button che si assicura il passaggio alla fase seguente, all'ultimo tentativo.
In Q2 le Red Bull Racing prendono il comando della classifica, fino a quando, prima Kimi Räikkönen ottiene il secondo tempo, poi Sebastian Vettel si pone al comando, utilizzando un solo treno di gomme supersoft. Le due Mercedes ottengono solo il quinto e sesto tempo. Nella parte finale della sessione Carlos Sainz Jr. appoggia la sua vettura contro il muro, non riuscendo così a rientrare tra i primi dieci, a differenza del suo compagno di squadra Max Verstappen, che chiude col quinto tempo. Fernando Alonso, nel suo ultimo tentativo, è frenato dall'esposizione di doppie bandiere gialle, necessarie per consentire ai commissari di pulire il tracciato dai detriti lasciati da Sainz. Oltre ai due piloti spagnoli, sono eliminati i piloti della Force India, e Jenson Button.
In Q3 Daniel Ricciardo si pone subito in cima alla classifica dei tempi, non venendo battuto né da Räikkönen, né da Lewis Hamilton. L'australiano viene però preceduto da Sebastian Vettel, in 1'44"305. Daniil Kvjat si pone quarto, precedendo Nico Rosberg. Col secondo tentativo Ricciardo non riesce a scavalcare Vettel che, anzi, migliora ancora il suo tempo. Per il tedesco è la quarantaseiesima pole position, la prima per la Ferrari dal Gran Premio di Germania 2012, dopo un digiuno di 61 gare: tale risultato interrompe una striscia consecutiva di sette partenze al palo per Lewis Hamilton, di 23 pole consecutive ottenute dalla Mercedes (in entrambi i casi le seconde strisce più lunghe di pole position consecutive per pilota e costruttore nella storia del mondiale di F1), e di 31 pole consecutive per la Mercedes come motorista, record storico del campionato.

### Risultati
Nella sessione di qualifica si è avuta questa situazione:
| Pos                         | Nº | Pilota           | Costruttore             | Q1       | Q2       | Q3       | Griglia |
| --------------------------- | -- | ---------------- | ----------------------- | -------- | -------- | -------- | ------- |
| 1                           | 5  | Sebastian Vettel | Ferrari                 | 1'46"017 | 1'44"743 | 1'43"885 | 1       |
| 2                           | 3  | Daniel Ricciardo | Red Bull Racing-Renault | 1'46"166 | 1'45"291 | 1'44"428 | 2       |
| 3                           | 7  | Kimi Räikkönen   | Ferrari                 | 1'46"467 | 1'45"140 | 1'44"667 | 3       |
| 4                           | 26 | Daniil Kvjat     | Red Bull Racing-Renault | 1'45"340 | 1'44"979 | 1'44"745 | 4       |
| 5                           | 44 | Lewis Hamilton   | Mercedes                | 1'45"765 | 1'45"650 | 1'45"300 | 5       |
| 6                           | 6  | Nico Rosberg     | Mercedes                | 1'46"201 | 1'45"653 | 1'45"415 | 6       |
| 7                           | 77 | Valtteri Bottas  | Williams-Mercedes       | 1'46"231 | 1'45"887 | 1'45"676 | 7       |
| 8                           | 33 | Max Verstappen   | STR-Renault             | 1'46"483 | 1'45"653 | 1'45"798 | 8       |
| 9                           | 19 | Felipe Massa     | Williams-Mercedes       | 1'46"879 | 1'45"701 | 1'46"077 | 9       |
| 10                          | 8  | Romain Grosjean  | Lotus-Mercedes          | 1'46"860 | 1'45"805 | 1'46"413 | 10      |
| 11                          | 27 | Nico Hülkenberg  | Force India-Mercedes    | 1'46"669 | 1'46"305 | N.D.     | 11      |
| 12                          | 14 | Fernando Alonso  | McLaren-Honda           | 1'46"600 | 1'46"328 | N.D.     | 12      |
| 13                          | 11 | Sergio Pérez     | Force India-Mercedes    | 1'46"576 | 1'46"385 | N.D.     | 13      |
| 14                          | 55 | Carlos Sainz Jr. | STR-Renault             | 1'46"465 | 1'46"894 | N.D.     | 14      |
| 15                          | 22 | Jenson Button    | McLaren-Honda           | 1'46"891 | 1'47"019 | N.D.     | 15      |
| 16                          | 12 | Felipe Nasr      | Sauber-Ferrari          | 1'46"965 | N.D.     | N.D.     | 16      |
| 17                          | 9  | Marcus Ericsson  | Sauber-Ferrari          | 1'47"088 | N.D.     | N.D.     | 17      |
| 18                          | 13 | Pastor Maldonado | Lotus-Mercedes          | 1'47"323 | N.D.     | N.D.     | 18      |
| 19                          | 28 | Will Stevens     | Marussia-Ferrari        | 1'51"021 | N.D.     | N.D.     | 19      |
| 20                          | 53 | Alexander Rossi  | Marussia-Ferrari        | 1'51"523 | N.D.     | N.D.     | 20      |
| Tempo limite 107%: 1'52"314 |    |                  |                         |          |          |          |         |

In grassetto sono indicate le migliori prestazioni in Q1, Q2 e Q3.

## Gara

### Resoconto
Al semaforo Sebastian Vettel mantiene il comando, seguito da Daniel Ricciardo, Kimi Räikkönen, Daniil Kvjat e il doppio duo della Mercedes e della Williams. Nelle retrovie c'è un problema alla partenza per Max Verstappen, che viene sfilato da tutto il gruppo.
La classifica rimane immutata fino ai cambi gomme: al giro 13 è il turno per Kvjat e Felipe Massa: in uscita dalla corsia dei box il brasiliano viene a contatto con Nico Hülkenberg: la vettura del tedesco esce di pista, colpisce le barriere, costringendo così il pilota al ritiro. la direzione di gara stabilisce, nel punto la Virtual Safety Car. I piloti, che non hanno ancora effettuato il cambio gomme, sfruttano la situazione per portarsi ai box. Con tale mossa la coppia di piloti della Mercedes riesce a sopravanzare Kvjat. Dopo 3 giri la direzione di gara invia in pista la Safety Car, per consentire la pulizia della pista con maggiore sicurezza.
Alla ripartenza si forma un trenino, con i primi tre, Vettel, Ricciardo e Räikkönen, divisi da pochi decimi. Lewis Hamilton, quarto, sembra ridurre la distanza dai primi, ma al ventiseiesimo giro annuncia via radio una perdita di potenza della sua Mercedes. Il britannico viene sfilato dalle altre vetture del gruppo, fino a quando decide per il ritiro, al giro 33.
Un giro dopo Kvjat effettua la sua seconda sosta, che però è molto lenta, penalizzandolo in classifica, ove perde una posizione, a favore di Valtteri Bottas. Nello stesso giro si ritira anche Fernando Alonso. Al giro 37 la direzione di gara è costretta a inviare in pista nuovamente la vettura di sicurezza, a causa dell'entrata in pista di uno spettatore, che rientra dopo pochi secondi, al di là delle barriere: ciò comporta nuovamente un arrivo in massa al cambio gomme, per i piloti delle posizioni di testa. Alla ripartenza le posizioni sono invariate, sempre con Vettel, davanti a Ricciardo, Räikkönen, Rosberg, Bottas, Kvjat e Pérez.
Al quarantaduesimo passaggio, vanno a contatto Jenson Button e Pastor Maldonado, col pilota britannico che perde parte dell'alettone anteriore, ed è costretto ai box. Negli ultimi giri le due Toro Rosso, con gomme supersoft, recuperano diverse posizioni, con Verstappen ottavo e Sainz nono. Dal muretto la scuderia chiede al pilota olandese di fare strada a Sainz, ma Verstappen decide di mantenere la posizione.
Sebastian Vettel vince la terza gara dell'anno, imponendosi per la quarta volta sul tracciato di Singapore.

### Risultati
I risultati del Gran Premio sono i seguenti:
| Pos | Nº | Pilota           | Costruttore             | Giri | Tempo/Ritiro           | Griglia | Punti |
| --- | -- | ---------------- | ----------------------- | ---- | ---------------------- | ------- | ----- |
| 1   | 5  | Sebastian Vettel | Ferrari                 | 61   | 2h01'22"118            | 1       | 25    |
| 2   | 3  | Daniel Ricciardo | Red Bull Racing-Renault | 61   | +1"478                 | 2       | 18    |
| 3   | 7  | Kimi Räikkönen   | Ferrari                 | 61   | +17"154                | 3       | 15    |
| 4   | 6  | Nico Rosberg     | Mercedes                | 61   | +24"720                | 6       | 12    |
| 5   | 77 | Valtteri Bottas  | Williams-Mercedes       | 61   | +34"204                | 7       | 10    |
| 6   | 26 | Daniil Kvjat     | Red Bull Racing-Renault | 61   | +35"508                | 4       | 8     |
| 7   | 11 | Sergio Pérez     | Force India-Mercedes    | 61   | +50"836                | 13      | 6     |
| 8   | 33 | Max Verstappen   | STR-Renault             | 61   | +51"450                | 8       | 4     |
| 9   | 55 | Carlos Sainz Jr. | STR-Renault             | 61   | +52"860                | 14      | 2     |
| 10  | 12 | Felipe Nasr      | Sauber-Ferrari          | 61   | +1'30"045              | 16      | 1     |
| 11  | 9  | Marcus Ericsson  | Sauber-Ferrari          | 61   | +1'37"507              | 17      |       |
| 12  | 13 | Pastor Maldonado | Lotus-Mercedes          | 61   | +1'37"718              | 18      |       |
| 13  | 8  | Romain Grosjean  | Lotus-Mercedes          | 59   | Cambio                 | 10      |       |
| 14  | 53 | Alexander Rossi  | Marussia-Ferrari        | 59   | +2 giri                | 19      |       |
| 15  | 28 | Will Stevens     | Marussia-Ferrari        | 59   | +2 giri                | 20      |       |
| Rit | 22 | Jenson Button    | McLaren-Honda           | 52   | Cambio                 | 15      |       |
| Rit | 14 | Fernando Alonso  | McLaren-Honda           | 33   | Cambio                 | 12      |       |
| Rit | 44 | Lewis Hamilton   | Mercedes                | 32   | Acceleratore           | 5       |       |
| Rit | 19 | Felipe Massa     | Williams-Mercedes       | 30   | Perdita di potenza     | 9       |       |
| Rit | 27 | Nico Hülkenberg  | Force India-Mercedes    | 12   | Collisione con F.Massa | 11      |       |

## Classifiche mondiali

### Piloti
| Pos | Pilota           | Punti |
| --- | ---------------- | ----- |
| 1   | Lewis Hamilton   | 252   |
| 2   | Nico Rosberg     | 211   |
| 3   | Sebastian Vettel | 203   |
| 4   | Kimi Räikkönen   | 107   |
| 5   | Valtteri Bottas  | 101   |
| 6   | Felipe Massa     | 97    |
| 7   | Daniel Ricciardo | 73    |
| 8   | Daniil Kvjat     | 66    |
| 9   | Sergio Pérez     | 39    |
| 10  | Romain Grosjean  | 38    |
| 11  | Max Verstappen   | 30    |
| 12  | Nico Hülkenberg  | 30    |
| 13  | Felipe Nasr      | 17    |
| 14  | Pastor Maldonado | 12    |
| 15  | Fernando Alonso  | 11    |
| 16  | Carlos Sainz Jr. | 11    |
| 17  | Marcus Ericsson  | 9     |
| 18  | Jenson Button    | 6     |

### Costruttori
| Pos | Costruttore             | Punti |
| --- | ----------------------- | ----- |
| 1   | Mercedes                | 463   |
| 2   | Ferrari                 | 310   |
| 3   | Williams-Mercedes       | 198   |
| 4   | Red Bull Racing-Renault | 139   |
| 5   | Force India-Mercedes    | 69    |
| 6   | Lotus-Mercedes          | 50    |
| 7   | STR-Renault             | 41    |
| 8   | Sauber-Ferrari          | 26    |
| 9   | McLaren-Honda           | 17    |

## Decisioni della FIA
Al termine della gara Nico Hülkenberg è penalizzato di tre posizioni sulla griglia di partenza, nel successivo Gran Premio del Giappone, in quanto ritenuto responsabile per il contatto avvenuto con Felipe Massa, nelle prime fasi della gara. Hülkenberg ha successivamente ammesso la sua responsabilità per il contatto, scusandosi con Massa. Il pilota tedesco, inoltre, subisce la decurtazione di due punti sulla Superlicenza.